# Steinheim an der Murr
Steinheim an der Murr là một thị xã ở huyện Ludwigsburg, Baden-Württemberg, Đức. Đô thị này có diện tích 23,19 km², dân số thời điểm ngày 31 tháng 12 năm 2006 là 11.841 người. Thị xã tọa lạc bên sông Murr, 9 km về phía đông bắc Ludwigsburg. Sọ người Steinheim đã được tìm thấy ở gần Steinheim an der Murr.